# Emanuele Beraudo di Pralormo
Emanuele Beraudo di Pralormo (Pralormo, 13 de julio de 1887-Pralormo, 11 de octubre de 1960) fue un jinete italiano que compitió en la modalidad de concurso completo. Participó en los Juegos Olímpicos de París 1924, obteniendo una medalla de bronce en la prueba por equipos.

## Palmarés internacional
| Juegos Olímpicos | Juegos Olímpicos | Juegos Olímpicos  | Juegos Olímpicos |
| Año              | Lugar            | Medalla           | Categoría        |
| ---------------- | ---------------- | ----------------- | ---------------- |
| 1924             | París (Francia)  | Medalla de bronce | Por equipos      |